# 루트비히 4세 (신성 로마 황제)
루트비히 4세(Ludwig IV, 1282년 ~ 1347년 10월 11일)은 1294년부터 1301년까지 바이에른의 대공이었고 1314년부터 독일의 왕이었다. 1328년부터는 신성 로마 제국 황제였다. 별칭은 바이에른인(der Bayer). 독일의 국왕으로는 루트비히 5세로 불린다.
비텔스바흐가 출신의 루트비히는 합스부르크가 출신으로 처음 독일의 왕에 오른 루돌프 1세의 외손자이다. 그는 친할머니 팔츠의 아그네스의 가문인 벨프가 조상으로도 로타르 3세와 하인리히 4세의 후손도 된다.

## 아비뇽 교황과의 대립
아비뇽으로 떠난 교황은 로마왕과 대립하기 시작했다. 이에 대한 반항으로 루트비히 4세는 고위성직자가 아닌 로마 총독 시아라 콜론나에게 대관받아 스스로 신성 로마 제국 황제위에 올랐다. 교황 요한 22세는 로마 시 전체와 황제를 함께 파문했다. 1328년 황제는 교황에 대항하기 위해 대립교황 니콜라오 5세를 선출했다. 루트비히 4세는 이탈리아에서 그다지 얻은 것이 없는 상태로 1330년에 독일로 돌아왔다.